# Лоренцо Гиберти
Лоренцо Гиберти (на италиански: Lorenzo Ghiberti) е италиански скулптор и ювелир от епохата на Ранния ренесанс. Обучава се като чирак при един бижутер и по-късно създава собствена работилница за обработка на метал и бронзолеене. Неговата книга Commentarii съдържа важни мнения за изкуството, разказва за живота му и е може би първата автобиография на творец.
Кариерата на Гиберти има за свой връх два чифта барелефни врати на Флорентинския баптистерий (Battistero di San Giovanni), като по-късният е наречен „Вратите на Рая“ и се смята за един от най-големите шедьоври на италианското изкуство и Куатроченто.

## Ранни години
Лоренцо Гиберти е роден като Лоренцо ди Бартоло в Пелаго, недалеч от Флоренция. За негов баща се сочи Чоне Палтами Гиберти, потомък на обедняло знатно семейство, ползващ се с лоша репутация. Майката на Лоренцо, Мона Фиоре, напуска Чане Гиберти и се премества във Флоренция. Тук тя сключва граждански брак със златаря Бартоло ди Микеле (Бартолучо). След смъртта на първия си мъж през 1406 г. тя окончателно свързва живота си с майстора-златар. Лоренцо получава професионално образование в ателието на втория си баща, където се обучава и бъдещият велик архитект Филипо Брунелески. След смъртта на Бартолучо, Лоренцо има проблеми с получаване на наследството му, заради неизяснения си произход. В имуществения регистър „Портата ал Кастаньо“, като рождена година на Лоренцо е записана 1381, но впоследствие тя е променена на 1378 г. Предполага се, че Гиберти е опитал по този начин да обори обвиненията, че е незаконнороден или да избегне плащане на данъци. В началото той се подписва просто като Лоренцо, например в Северната врата на флорентинския баптистерий. Впоследствие използва фамилията Бартолучо. След 1442 г. се подписва като Лоренцо Гиберти. С това име остава в историята на изкуството.

## Творчество
Около 1400 г. Лоренцо Гиберти, който първоначално смята да се посвети на живописта, e сред художниците украсяващи със стенописи замъка Пезаро.

### Северните врати
През 1401 г. Гиберти участва в конкурса за изработване на Северната врата на баптистерия „Сан Джовани Батиста“ („Свети Йоан Кръстител“), организиран от попечителството на флорентинската катедрала.
В конкурса участват общо седем скулптори, между които са Якопо дела Кверча и Филипо Брунелески. Те представят свои релефи на тема „Жертвоприношението на Авраам“. На финала достигат две творби, тази на Гиберти и тази на Брунелески. Журито оценява и двата релефа с първа награда, но поръчката е дадена на Гиберти. Днес конкурсните работи на Гиберти и Брунелески се съхраняват в музея Барджело, Флоренция. Работата по Северните врати продължава от 1403 до 1425 г. и определя бъдещото му призвание – скулптурата.
Двете крила на вратите са украсени с 28 бронзови релефа. Двадесет от тях представят сцени от „Новия завет“: 1. „Благовещение“, 2. „Рождество“, 3. „Поклонение на влъхвите“, 4. „Исус пред книжниците“, 5. „Кръщаване на Исус“, 6. „Сатаната изкушава Исус в пустинята“, 7. „Изгонване търговците от храма“, 8. „Исус ходи по водата и спасява Петър“, 9. „Преображение Господне“, 10. „Възкресението на Лазар“, 11. „Влизане в Йерусалим“, 12. „Тайната вечеря“, 13. „Бдение в Гетсиманската градина“, 14. „Залавяне на Исус“, 15. „Бичуване“, 16. „Христос пред Пилат“, 17. „Носене на кръста“, 18. „Разпятие“, 19. „Възкресение“, 20. „Разкаяние на Юда“. Останалите осем релефа, разположени в най-долната част на всяко крило представят евангелисти и светци: 21. Йоан Евангелист, 22. Евангелист Матей, 23. „Евангелист Лука“, 24. „Евангелист Марко“, 25. „Свети Амброзий“, 26. „Свети Джероламо“, 27. „Свети Григорий“, 28."Свети Августин". Рамката на вратите е богато орнаментирана с растителни мотиви и изображения на изработени също от бронз. Сред тях е и автопортрета на Гиберти, в който е представен с тюрбан на главата. В стилово отношение релефите са тясно свързани с готиката, подобно но тези от Южната врата, дело на Андреа Пизано.

### Други творби
- „Йоан Кръстител“, статуя от църквата „Орсанмикеле“
- „Свети Стефан“, статуя от църквата „Орсанмикеле“

В периода 1412 – 1429 г. изработва три статуи за нишите по фасадата на флорентинската църква „Орсанмикеле“:
- 1412 – 1414 „Свети Йоан Кръстител“ – бронз, изработена по поръчка на гилдията „Калимала“.
- 1419 – 1422 „Свети Матей“ – бронз, по поръчка на гилдията „Камбио“. При направата на тази статуя Гиберти си сътрудничи със скулптора Микелоцо.
- 1425 – 1429 „Свети Стефан“ – бронз, по поръчка на гилдията „Лана“.

В тези му произведения готическата традиция все още доминира над новопоявилото се ренесансово светоусещане.
От 1415 до 1430 работи и в Сиена. За купела на сиенския баптистерий създава два бронзови релефа. Посещава на два пъти Рим (1416), (1425 – 30) и Венеция (1424 г.), но дейността му остава свързана главно с Флоренция.
В периода 1426 – 1428 г. изработва по поръчката на Козимо Медичи „Мощехранителницата на тримата светци – Прот, Хиацинт и Немезий.“
През тридесетте години на 15 век Гиберти търпи и неуспехи. Няколко негови проекти са отхвърлени а поръчката за саркофаг на свети Зеновий се отлага.
1435 – 1443 г. – Работи по саркофага на свети Зеновий.
По решение на настоятелството на „Санта Мария дел Фиоре“, Лоренцо Гиберти е назначен за сътрудник на Филипо Брунелески при изграждането на купола на катедралата.

### „Вратите на Рая“
През 1425 скулпторът започва работа по Източните врати на флорентинския баптистерий, наречени по-късно „Вратите на Рая“ от Микеланджело Буанароти. Изпълнението на мащабния проект продължава до 1452 г. Гиберти го смята за най-значимото си дело.
Вратите са изработени от позлатен бронз. На тях са изобразени библейски сюжети почерпани от „Стария завет“. Композициите са с квадратна форма и размери 79×79 см. На всяка са изобразени по около сто фигури. Всеки библейски сюжет е представен с по няколко сцени, поместени в рамките на една композиция. Бронзовата рамката на вратите също е богато декорирана с растителни и животински мотиви, както и със статуетки на библейски персонажи и скулптрирани човешки глави. Между последните са и портретите на Лоренцо Гиберти и синът му Виторио.
При създаването им Лоренцо Гиберти използва достиженията на правата перспектива и огромните си познания в областта на бронзолеенето. Отливането и почистването от шлаката на релефите от „Вратите на Рая“ отнема около 11 години. Сред многобройните помощници на Гиберти са синовете му Томазо и Виторио и художниците Паоло Учело и Беноцо Гоцоли.

## Последни години
Станал известен и търсен скулптор, Гиберти е собственик на процъфтяващо ателие, в което работят многобройни помощници. От 1444 г. по-малкият му син Виторио става пълноправен съдружник на баща си. След оттеглянето на Лоренцо Гиберти от активна дейност, на практика Виторио става ръководител на ателието.
Гиберти умира през 1455 г. и е погребан във флорентинската църква „Санта Кроче“, където почиват множество знаменити негови съграждани. Наред с многобройните си скулптурни произведения той оставя и своята автобиография озаглавена „Коментари“. В нея обширно и без никаква скромност разказва за живота и творческата си дейност.
- „Жевториношението на Авраам“, конкурсната работа на Лоренцо Гиберти
- Детайл от Северните врати на баптистерия „Свети Йоан Кръстител“
- Детайл от рамката на Северните врати
- „Историята на Исус Навин“, релеф от „Вратите на Рая“
- Библейски персонажи от рамката на „Вратите на Рая“
- Надгробната плоча на Гиберти в църквата „Санта Кроче“, Флоренция